# Ballroom e yōkoso
Ballroom e yōkoso (jap. ボールルームへようこそ Bōrurūmu e yōkoso) – manga autorstwa Tomo Takeuchi, publikowana na łamach magazynu „Gekkan Shōnen Magazine” wydawnictwa Kōdansha od listopada 2011. Na jej podstawie studio Production I.G wyprodukowało 24-odcinkowy serial anime, który emitowano od lipca do grudnia 2017.

## Fabuła
Uczeń trzeciej klasy gimnazjum Tatara Fujita to chłopak, który nie ma planów na przyszłość ani marzeń, ale stara się znaleźć coś, do czego mógłby dążyć przez całe życie. Pewnego dnia, kiedy zostaje zaatakowany przez przestępców, na pomoc przychodzi mu Kaname Sengoku, instruktor tańca jeżdżący na motocyklu. Dzięki niemu Tatara trafia do Studia Tańca Ogasawara, gdzie poznaje tajniki świata tańca sportowego.

## Bohaterowie
- Tatara Fujita (jap. 富士田多々良 Fujita Tatara)

Seiyū: Shimba Tsuchiya 
- Kiyoharu Hyōdō (jap. 兵藤清春 Hyōdō Kiyoharu)

Seiyū: Nobuhiko Okamoto 
- Shizuku Hanaoka (jap. 花岡雫 Hanaoka Shizuku)

Seiyū: Ayane Sakura 
- Chinatsu Hiyama (jap. 緋山千夏 Hiyama Chinatsu)

Seiyū: Chinatsu Akasaki 
- Kaname Sengoku (jap. 仙谷要 Sengoku Kaname)

Seiyū: Toshiyuki Morikawa 
- Gaju Akagi (jap. 赤城賀寿 Akagi Gaju)

Seiyū: Kentarō Tomita 
- Mako Akagi (jap. 赤城真子 Akagi Mako)

Seiyū: Sumire Morohoshi 
- Masami Kugimiya (jap. 釘宮正美 Kugimiya Masami)

Seiyū: Takahiro Sakurai 
- Marisa Hyōdō (jap. 兵藤マリサ Hyōdō Marisa)

Seiyū: Yūko Kaida 
- Tamaki Tsuburaya (jap. 円谷環 Tsuburaya Tamaki)

Seiyū: Mamiko Noto 
- Karen Banba (jap. 番場可憐 Banba Karen)

Seiyū: Yūki Kodaira 
- Tomichika Jinbo (jap. 仁保友親 Jinbo Tomichika)

Seiyū: Chado Horii 

## Manga
Pierwszy rozdział mangi został opublikowany 5 listopada 2011 w magazynie „Gekkan Shōnen Magazine” wydawnictwa Kōdansha. Publikacja została zawieszona w lutym 2016 z powodu złego stanu zdrowia autorki, jednak została wznowiona w numerze z lutego 2017. Seria miała być wstrzymana kolejne na dwa miesiące począwszy od grudnia 2017, jednak nie powróciła w oczekiwanych ramach czasowych, zamiast tego mając powrócić w kwietniu 2018, ale ze względu na dalsze problemy zdrowotne manga pozostała zawieszona do odwołania. 13 maja 2019 poinformowano, że Takeuchi przygotowuje się do wznowienia prac nad mangą, później ogłaszając w numerze „Gekkan Shōnen Magazine” z lipca 2019, że seria powróci 5 lipca 2019. W numerze z lutego 2020, opublikowanym 6 stycznia 2020, podano do wiadomości, że manga zostanie zawieszona na czas nieokreślony z powodu ciągłego pogorszenia się stanu zdrowia Takeuchi. Seria została następnie wznowiona w sierpniowym wydaniu „Gekkan Shōnen Magazine” opublikowanym w lipcu 2020, mając jednak jednomiesięczną przerwę w wydawaniu (numer 11/2020 opublikowany 6 października 2020) w związku z „ustanowieniem nowego systemu i wymianą asystentów”.
| Nr | Data wydania (język japoński) | ISBN (język japoński)  |
| -- | ----------------------------- | ---------------------- |
| 1  | 17 maja 2012                  | ISBN 978-4063713299    |
| 2  | 17 lipca 2012                 | ISBN 978-4-06-371339-8 |
| 3  | 16 listopada 2012             | ISBN 978-4-06-371354-1 |
| 4  | 17 kwietnia 2013              | ISBN 978-4-06-371373-2 |
| 5  | 17 września 2013              | ISBN 978-4-06-371388-6 |
| 6  | 17 kwietnia 2014              | ISBN 978-4-06-371413-5 |
| 7  | 17 listopada 2014             | ISBN 978-4-06-371450-0 |
| 8  | 16 października 2015          | ISBN 978-4-06-371468-5 |
| 9  | 23 czerwca 2017               | ISBN 978-4-06-392588-3 |
| 10 | 17 stycznia 2020              | ISBN 978-4-06-518385-4 |
| 11 | 16 kwietnia 2021              | ISBN 978-4-06-522780-0 |
| 12 | 4 listopada 2022              | ISBN 978-4-06-529436-9 |

## Anime
W wydaniu „Gekkan Shōnen Magazine” z lutego 2017 ogłoszono, że seria otrzyma adaptację w formie telewizyjnego serialu anime. Serial został wyreżyserowany przez Yoshimiego Itazu na podstawie scenariusza Kenichiego Suemitsu, animacją zajęło się studio Production I.G, projekty postaci przygotował Takahiro Kishidy, a muzykę skomponował Yuki Hayashi. Światowa premiera odbyła się 2 lipca 2017 podczas targów Anime Expo, natomiast emisja w MBS i innych stacjach rozpoczęła się 8 lipca i zakończyła 17 grudnia 2017, licząc 24 odcinki.

### Ścieżka dźwiękowa
| Nr             | Tytuł                   | Wykonawcy            | Źródło   |
| Czołówka       | Czołówka                | Czołówka             | Czołówka |
| -------------- | ----------------------- | -------------------- | -------- |
| 1              | „10% Roll, 10% Romance” | Unison Square Garden | [ 30 ]   |
| 2              | „Invisible Sensation”   | Unison Square Garden | [ 32 ]   |
| Napisy końcowe |                         |                      |          |
| 1              | „Maybe the Next Waltz”  | Mikako Komatsu       | [ 33 ]   |
| 2              | „Swing Heart Direction” | Mikako Komatsu       | [ 32 ]   |